# Luísa Cristina de Saboia
Luísa Cristina de Saboia (em italiano: Luisa Cristina di Savoia; Turim, 27 de julho de 1629 - Turim, 12 de maio de 1692) foi uma princesa da Casa de Saboia.

## Biografia
Era filha mais velha do duque Vítor Amadeu I de Saboia e sua esposa, a princesa Cristina da França, filha do rei Henrique IV da França e de Maria de Médici. O seu nascimento foi controverso pois seus pais ansiavam por um herdeiro varão e rumores circulavam alegando que Luísa Cristina seria filha de Cristina da França com um cortesão francês, de apelido Pommeuse. Em certa altura, sua ambiciosa mãe cogitou casá-la com o rei Carlos II da Inglaterra.
Luísa Cristina casou-se em setembro de 1642 aos quatorze anos com o tio, o cardeal Maurício de Saboia, que na altura tinha cinquenta anos de idade. O casal não teve filhos e as grandes obras de arte que o casal possuía e sua residência real foram herdados pela sobrinha de Luísa Cristina, Ana Maria de Orleães, casada com Vítor Amadeu II de Saboia.
Ela faleceu a 12 de maio de 1692 em Turim.